# راينا راي
راينا راي هي فرقة غنائية جزائرية لموسيقى الراي، من مدينة سيدي بلعباس، تأسست عام 1980 في باريس عاصمة فرنسا. وهي واحدة من أكبر الفرقات الغنائية الجزائرية ولها شهرة عالمية. فهي الفرقة التي جالت في معظم أنحاء العالم بإقامتهم للعديد من الحفلات الموسيقية في فرنسا، كندا، المغرب، ألمانيا وفي معظم مدن الجزائر بطبيعة الحال.
و من أشهر منتجات الفرقة، أغنية الزينة (الجميلة باللهجة الجزائرية).

## تاريخ راينا راي
تم إنشاء المجموعة في ديسمبر (كانون الأول) عام 1980 في باريس، التي أطلقتها المجموعة الغنائية السابقة النسور السوداء والرياحين يقودها الموسيقار الكبير لسيدي بلعباس المقيم في فرنسا طارق شيخي. وكان أول ظهور للفرقة في حفل لدعم الهجرة بالإذاعة الفرنسية «راديو الشمس».

والأعضاء المؤسسين للفرقة هم : طارق نعيمي شيخي، قدور بوشنتوف، لطفي عطار والهاشمي جلولي.

## عناصر الفرقة
- قادة قباش : الصوت وغيتار باس
- الهاشمي جلولي : الإيقاع
- لطفي عطار : الإيتار
- عبد الرحمان دندان : الساكسفون
- جيلالي رزق الله : الصوت وقرقابو
- أمين نواوي : الصوت
- أمين دهان : البيانو الكهربائي
- سمير مرابط : البيانو الكهربائي
- نجيب غريسي : غيتار كهربائي

## الأعمال الموسيقية

### الألبومات
- راينا راي، 1982
- هاكدا، 1983
- رانا هنا، 1985
- ماما، 1988
- زعما، 1993
- باي باي، 2001

### الحفلات الغنائية
- الجزائر العاصمة، 1985، عيد الشبيبة برياض الفتح
- باريس، 1986، لافييات
- كيبيك، 1987
- مراكش، 1987
- دورة الولايات المتحدة وكندا، 1991
- فرانكفورت، 1992، عيد أفريقيا
- الجزائر العاصمة، 2000، مناسبة عيد ميلاد الـ20 للفرقة
- باريس، 2001، في ديفان العالم
- الدار البيضاء، 2005
- وهران، 2008، في كوليزي

## روابط خارجية
- راينا راي على موقع ميوزك برينز (الإنجليزية)
- راينا راي على موقع أول ميوزيك (الإنجليزية)
- راينا راي على موقع ديسكوغز (الإنجليزية)